# Pudu Robotics
Pudu Robotics – chińskie przedsiębiorstwo high-tech, zajmujące się projektowaniem, produkcją i sprzedażą komercyjnych robotów usługowych. Siedziba przedsiębiorstwa znajduje się w mieście Shenzhen. Produkty Pudu Robotics wykorzystywane są w restauracjach, kawiarniach, szpitalach, szkołach, biurowcach, centrach handlowych, hotelach i fabrykach.
Wraz z pandemią COVID-19 doszło do dynamicznego rozwoju przedsiębiorstwa, ponieważ znacznie wzrosło zapotrzebowanie na urządzenia zdolne samodzielnie transportować żywność w miejscach publicznych. We wrześniu 2021 roku przedsiębiorstwu udało się nawiązać współpracę z Panasonic.
Poza główną siedzibą w Shenzhen Pudu posiada centra badawczo-rozwojowe w Pekinie i Chengdu, a także oddziały oraz punkty serwisowe w ponad 60 miastach na terenie całych Chin. Produkty przedsiębiorstwa są sprzedawane w ponad 60 krajach. 
Roboty tworzone przez przedsiębiorstwo charakteryzują się wysoką wydajnością. Na podstawie danych zebranych w chmurze wykazano, że jeden PuduBot jest w stanie obsłużyć ponad 300 tac dziennie w trakcie normalnego ruchu i 400 w godzinach szczytu, podczas gdy ludzki kelner w ciągu dnia jest w stanie obsłużyć 200 tac. Dodatkowo, w przeciwieństwie do autonomicznych robotów poprzednich generacji, roboty Pudu nie wymagają montowania specjalnych znaczników w pomieszczeniach tylko poruszają się na podstawie mapy utworzonej w trakcie wstępnego kilkugodzinnego skanowania terenu.  
Produkty Pudu Robotics w Polsce są sprzedawane przez firmę LSI Software.

## Produkty

### Roboty dostawcze

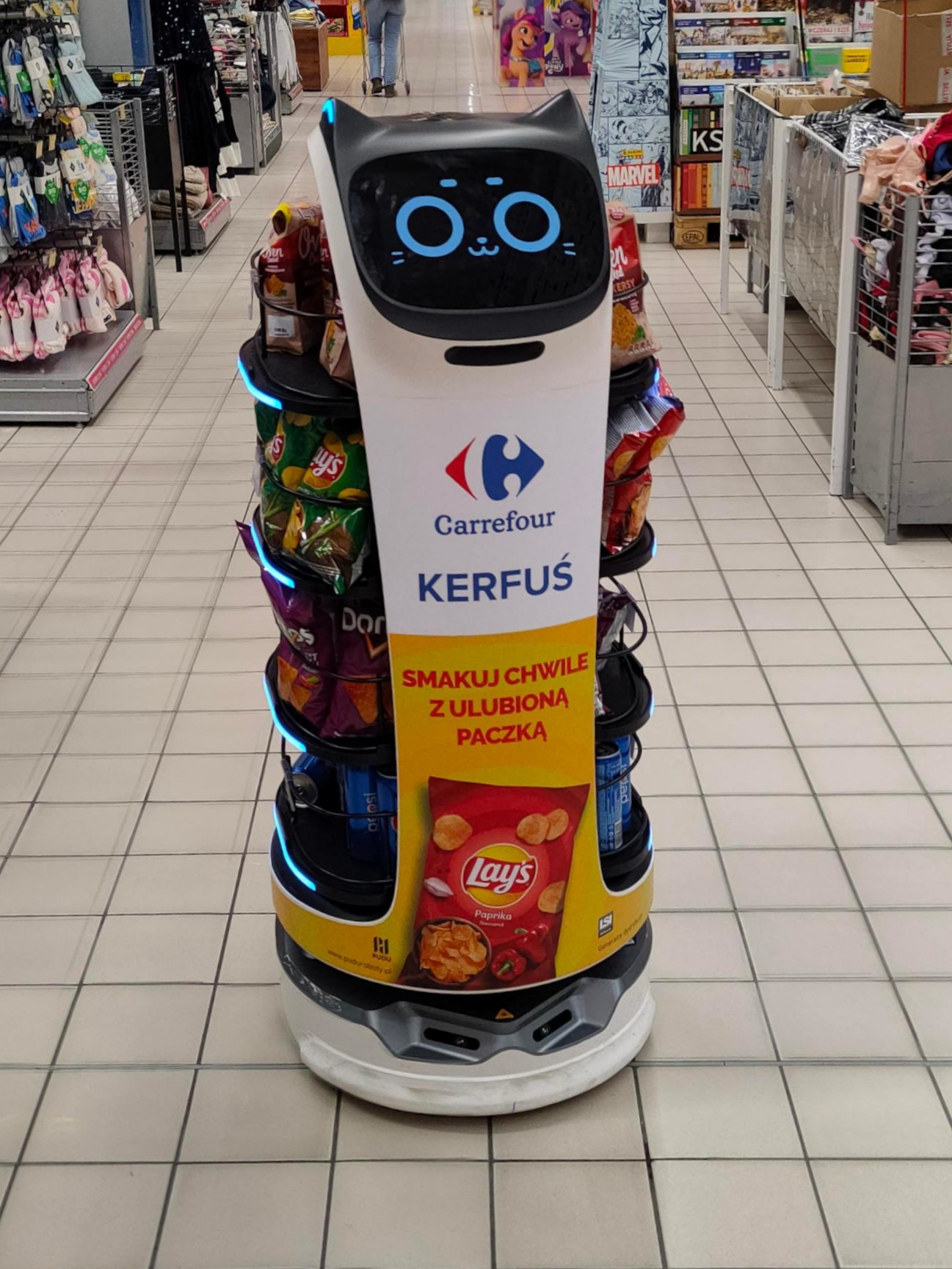
BellaBot w sklepie Carrefour

- PuduBot – służył między innymi w szpitalach w Seulu, Pekinie i Wuhanie[5].
- BellaBot – wykorzystywany w takich restauracjach jak KFC i Pizza Hut[8]. W ramach promocji produktów koncernu PepsiCo BellaBoty poruszały się po polskich sklepach sieci Carrefour pod nazwą „Kerfuś”, stając się tym samym obiektem fascynacji ze strony internautów[9].
- PUDU HolaBot
- KettyBot
- FlashBot
- SwiftBot
- PuduBot 2

### Roboty sprzątające
- PUDU CC1

### Robotydezynfekujące
- Puductor 2[10]

## Dane techniczne
| Robot        | Wymiary             | Waga        | Użyte materiały      | Czas ładowania      | Czas pracy baterii | Prędkość robota            | Ładowność                 |
| ------------ | ------------------- | ----------- | -------------------- | ------------------- | ------------------ | -------------------------- | ------------------------- |
| PuduBot      | 516 × 500 × 1288 mm | 35 kg       | ABS i stop aluminium | 4 godziny           | 10–24 godziny      | 0,5–1,2 m/s (do regulacji) | 13 kg na tacę, max 30 kg  |
| BellaBot     | 565 × 537 × 1290 mm | 55 kg       | ABS i stop aluminium | 4,5 godziny         | 12–24 godziny      | 0,5–1,2 m/s (do regulacji) | 10 kg na tacę, max 40 kg  |
| PUDU HolaBot | 542 × 534 × 1228 mm | 55 kg       | ABS i stop aluminium | 4,5 godziny         | 10–24 godziny      | 0,2–1,2 m/s (do regulacji) | 15 kg na półkę, max 60 kg |
| KettyBot     | 435 × 450 × 1120 mm | 38 kg       | brak danych          | 4,5 godziny         | ponad 8 godzin     | max 1,2 m/s                | 30 kg                     |
| FlashBot     | 539 × 515 × 1050 mm | 55 kg       | brak danych          | 4,5 godziny         | 12 godzin          | 0,5–1,2 m/s                | 15 kg na półkę, max 30 kg |
| SwiftBot     | 488 × 593 × 1281 mm | 59 kg/49 kg | brak danych          | 4,5 godziny         | 10–24 godziny      | 0,5–1,2 m/s                | max 35 kg                 |
| PuduBot 2    | 580 × 535 × 1290 mm | 37 kg       | brak danych          | 3 godziny           | 10–24 godziny      | 0,5–1,2 m/s                | max 40 kg                 |
| PUDU CC1     | brak danych         | brak danych | brak danych          | mniej niż 3 godziny | 8 godzin           | 1,2 m/s                    | nie dotyczy               |
| Puductor 2   | 544 × 538 × 1290 mm | 60 kg       | brak danych          | brak danych         | 6 godzin           | 0,1–1,2 m/s (do regulacji) | nie dotyczy               |

## Nagrody
- Red Dot Design Award – lipiec 2017[4][11]
- CED Technology Innovation Award – styczeń 2020[4]
- G-mark – Good Design Award – październik 2021[4][12] oraz 2022[13]